# X-Factor
X-Factor (Factor-X) es una serie de historietas publicada por Marvel Comics. Es una serie derivada de la popular franquicia de los X-Men, e incluye personajes de las historias de los X-Men. La serie ha sido relanzada muchas veces con diferentes miembros, de manera más reciente bajo el título X-Factor (2020), escrito por Leah Williams.
La serie fue lanzada en 1986, centrada en los cinco X-Men originales reorganizándose como grupo en respuesta ante el estatus aparentemente criminal del equipo entonces actual de los X-Men, de los cuales era miembro Magneto. En 1991, los miembros fundadores fueron reincorporados en la serie regular de X-Men, y X-Factor fue relanzada como un equipo de héroes patrocinado por el gobierno de los EE. UU., e incorporando muchos personajes secundarios de la historia de los X-Men. La serie fue cancelada en 1998 tras 149 números.
La serie X-Factor de 2005 seguía las investigaciones de la agencia mutante de detectives X-Factor Investigations, liderada por Jamie Madrox. Escrita por Peter David, esta serie recibió críticas muy favorables de parte de Ain't It Cool News, y ganó en 2011 el premio GLAAD Media Award por Revista de Cómics Sobresaliente, por la relación romántica entre Rictor y Shatterstar. La serie finalizó en 2013 tras 114 números. El año siguiente se lanzó una serie nueva, All-New X-Factor, centrada en un nuevo equipo de X-Factor, patrocinado por un grupo empresarial. Fue escrita por Peter David e ilustrada por Carmine Di Giandomenico. Fue cancelada tras 20 números a raíz de sus bajas ventas.

## Biografía ficticia

### Primer Equipo (1986-1991)
En un intento más por tener control sobre la creciente abundancia de mutantes en el mundo, el gobierno de los Estados Unidos, decidió financiar el proyecto X-Factor: Un equipo de mutantes que trabajara directamente para el gobierno como agentes especiales, una especie de policía mutante. Para esto, el gobierno, con el apoyo de Cameron Hodge, decidió reclutar a los cinco X-Men originales, que en ese momento estaban inactivos en el equipo del Profesor Charles Xavier:
- Cíclope / Cyclops (Scott Summers): Cíclope recibe una invitación por parte de Arcángel, y abandona a su esposa, Madelyne Pryor, y a su hijo Nathan para unirse al grupo, en gran parte debido a la presencia en el mismo de su antiguo amor, Jean Grey, a quien el consideraba muerta. Cíclope se convirtió en líder del equipo.
- Ángel / Angel (Warren Worghtington III): El millonario playboy regresó a la acción luego de una estancia efímera en equipos como los Defensores y los Campeones de Los Ángeles.
- Bestia / Beast (Henry McCoy): Bestia se une al grupo luego de su estancia con los Vengadores, y de dirigir brevemente a los Defensores.
- Hombre de Hielo / Iceman (Robert "Bobby" Drake): Al igual que Ángel y Bestia, Hombre de Hielo fue parte de los Defensores y de los Campeones de Los Ángeles.
- Marvel Girl / Chica Maravillosa (Jean Grey): El primer número de X-Factor marcó el retorno triunfal de Jean Grey, quien se suponía, había muerto durante la "Saga de Fénix Oscura", 6 años atrás. La candidata original para ocupar su lugar en X-Factor, era Dazzler, pero los editores decidieron "restablecer" al personaje de Jean en la continuidad, situación que causó una enorme polémica, dado que daba al traste a los acontecimientos de la Saga de Fénix Oscura.

Jean fue encontrada «con vida» por los Vengadores y los Cuatro Fantásticos, y aceptó rehabilitarse en la vida superheroica con el equipo.
Este equipo se mantuvo distante de sus ex-colegas X-men, en gran parte debido a que en ese momento, los X-Men se habían aliado con el supervillano Magneto. Ante un posible rechazo de parte de otros mutantes por sus nexos con el gobierno, X-Factor tomó la segunda identidad de los «X-Terminators». Finalmente, un grupo de jóvenes mutantes entrenados por X-Factor, tomaron ese nombre. Ellos fueron: Rictor (Julio Esteban Richter), Boom-Boom/Bum-Bum (Tabitha Smith), Artie Maddicks, Rusty Collins y los morlocks Leech/Sanguijuela y Skids/Desliza.
X-Factor combatió a los Merodeadores durante la «Masacre Mutante» de los Morlocks Como consecuencia de este combate, Ángel perdió sus alas originales, y posteriormente adelante cayó bajo la influencia de Apocalipsis, quien lo convirtió en "Arcángel", el líder de sus Jinetes. Mientras estuvo ausente, Arcángel fue reemplazado en el equipo por el morlock Caliban/Calibán.
Más adelante, X-Factor unió fuerzas por primera vez con los X-Men durante los eventos de la saga "Infierno", cuando Madelyne, la esposa de Cíclope, fue corrompida por los demonios del Limbo.
En la historia de los últimos acontecimientos del primer X-Factor la serie, Apocalipsis secuestró a Nathan Summers, el hijo de Cíclope sintiendo que iba a llegar a ser una poderosa amenaza mutante. X-Factor rescató a Nathan de la base lunar de Apocalipsis, pero lo encontró infectado con un virus tecno-orgánico. Un clan de rebeldes del futuro, conocido como los Askani, envió un representante al presente para llevarse a Nathan 2000 años en el futuro. Totalmente crecido, Nathan regresaría finalmente al siglo XX como el antihéroe llamado Cable.
Poco después de esto, X-Factor, los X-Men, y varios personajes secundarios se unieron para luchar contra el telepático Rey Sombra en la Isla Muir. Después, los miembros originales de X-Factor se reunieron con los X-Men.

### Segundo equipo (1991-1998)
Tras la desintegración del primer equipo, la Dra. Valerie Cooper tomó las riendas del equipo y decidió reclutar nuevos integrantes. Ellos fueron:
- Havok / Kaos (Alexander Summers): El hermano menor de Cíclope obtuvo por primera vez un rol estelar como líder de este segundo equipo. Havok se alió con el grupo tras una breve estancia en Genosha.
- Polaris (Lorna Dane): Polaris siguió a su novio Havok a este nuevo equipo, luego de haber estado poseída por un largo periodo por la merodeadora Malice.
- Strong Guy / Fortachón (Guido Carossella): El fornido ex-guardaespaldas de la estrella de rock intergaláctica Lila Cheney, se unió al equipo tras haberse quedado desempleado.
- Multiple Man / Hombre Múltiple (James Madrox): Jamie se unió al grupo luego de estar inactivo durante mucho tiempo en la Isla Muir.
- Wolfsbane / Loba Venenosa (Rahne Sinclair): Rahne dejó a los Nuevos Mutantes después de ser sometida a una serie de experimentos científicos en Genosha, pero Val Cooper la convenció de regresar a la acción.
- Quicksilver / Mercurio (Pietro Maximoff): El arrogante hijo de Magneto se unió al equipo luego de una larga estancia con los Vengadores, y en medio de una crisis matrimonial con su esposa, la Inhumana Crystal.[7]

Durante este tiempo, X-Factor trabaja para el gobierno de los Estados Unidos, como una agencia similar a lo que había sido Fuerza Libertad, pero a diferencia de ella, X-Factor no estaba formada por mutantes criminales esperando la condenación de sus penas. El enlace del equipo con el gobierno, era responsabilidad de Valerie Cooper.
El equipo participó en misiones importantes, tales como, apoyar a los X-Men en la captura del villano Stryfe/Dyscordia y combatir a los Acólitos de Magneto y boicotear el "Proyecto: Wideawake". Con el paso del tiempo, al equipo se integraron:
- Random (Marshall Evan Stone): Un mercenario que en realidad se había infiltrado al gobierno.
- Forja / Forge: El héroe cheyenne fue invitado al equipo por el gobierno.

La situación del grupo se volvió tensa cuando Hombre Múltiple aparentemente murió, víctima del Virus Legado. Havok pasó por una crisis existencial que lo llevó a ser sustituido por Forja como líder del equipo. Otros integrantes abandonaron al grupo por diversos factores: Quicksilver volvió con su esposa Crystal, Strong Guy por problemas de salud, y Wolfsbane para unirse con Excalibur.
Esto motivo que Val Cooper se uniera de lleno al equipo y decidiera reestructurarlo.
Esta nueva etapa del grupo se caracteriza por la incorporación de conocidos criminales:
- Mystique / Mística (Raven Darkholme): Mystique es reclutada por Forja, manteniéndola vigilada a través de un dispositivo instalado en su cerebro.
- Sabretooth / Dientes de Sable (Víctor Creed): El asesino es forzado a unirse al grupo amenazado por el gobierno por sus recientes crímenes.
- Wild Child / Chico Salvaje (Kyle Gibney): Wild Child es reclutado en el grupo luego de su paso por el equipo canadiense Alpha Flight.
- Shard: Aparentemente era la hermana menor del x-man Bishop, aunque en realidad resultó ser un holograma de la misma.

Este equipo tuvo momentos relevantes, tales como rescatar al original Bestia de las garras de su alter ego, la Bestia Oscura durante el ataque de Onslaught, y tratar de evitar el asesinato del candidato presidencial Graydon Creed.
El equipo finalmente colapsó cuando Sabretooth traicionó al grupo e hirió severamente a varios de sus miembros, y Mystique aprovechó el tumulto para escapar. Finalmente, la supuesta muerte de Havok en el combate contra Greystone, como consecuencia de una explosión, provocó que Val Cooper cancelara al equipo.

### Agencia de investigadores X-Factor (2005-2014)
Tiempo después, Jamie Madrox, el Hombre Múltiple, fundó una agencia de detectives mutantes en el Barrio Mutante de la Ciudad de Nueva York. Madrox lo bautizó con el nombre de Agencia de investigadores X-Factor. La agencia se llamó originalmente Investigaciones XXX, ya que inicialmente Madrox fundó la agencia investigando sobre la pornografía.
El personal inicial contó con el propio Madrox, además de Strong Guy, el mejor amigo de Madrox y Wolfsbane, antigua colega del original X-Factor. Finalmente, tras el "Día-M", al equipo se integraron los antiguos miembros de la X-Corporation de París:
- Siryn / Banshee II (Theresa Cassidy): Mutante irlandesa, hija del finado Banshee de los X-Men y antigua amante de Madrox. Ella dio a luz recientemente a un hijo de Madrox. Por desgracia, el bebé no tuvo un "alumbramiento normal".[18]
- M (Monet St. Croix): Mutante argelina, exmiembro de Generación X.
- Rictor (Julio Esteban Richter): El mutante mexicano se unió al equipo luego de perder sus poderes tras el Día-M.
- Layla Miller: Esta joven mutante, es la única que sabe exactamente que sucedió durante los eventos de Dinastía de M, y esta perfectamente consciente del porque los mutantes perdieron sus poderes.

La Agencia se involucró durante los eventos de la llamada Guerra Civil, cuando brindaron protección al mutante Quicksilver, quien recién había fracasado en ayudar a los mutantes a recuperar sus poderes con las Nieblas Terrígenas de los Inhumanos. Por ello, X-Factor enfrentó a los X-Men.
La Agencia también enfrentó al equipo de terroristas X-Cell, que intentaban culpar al gobierno de la situación actual de los mutantes, y auxiliaron a los X-Men en el ataque de Hulk a la Mansión X.
Más tarde, durante la saga Messiah Complex, Madrox y Layla Miller, fueron enviados por el mutante Forja, al futuro del x-man Bishop, donde se reveló que la sola existencia de la "bebé mutante mesías", ponía en peligro la existencia de esta línea temporal. Después de estos eventos, Wolfsbane deja al grupo para unirse a la nueva Fuerza-X de Wolverine. El equipo tiene nuevas adiciones:
- Darwin (Armando Muñoz): El mutante se une al grupo luego de que su padre, contrata a la Agencia para tratar de recuperarlo.
- Longshot: El rebelde amnésico del Mojoverso, es invitado a unirse al grupo luego de que X-Factor le ayudara a desenmascarar a un espía Skrull que lo había suplantado.[23]
- Shatterstar / Estrella Rota: El guerrero extradimensional, fue manipulado por el mutante Cortex para asesinar a John Maddox. Fue liberado por X-Factor.[24] Shatterstar y Rictor actualmente mantienen una relación gay.
- Pip el Troll: El alienígena se unipo al grupo, luego de que Hela, la Diosa asgardiana de la muerte, contrató a X-factor para localizar el martillo perdido de Thor. Pip aceptó unirse al grupo como recepcionista, pero sus motivos reales aún son desconocídos.[25]

Tras lo ocurrido en Cisma y Regenesis de los X-Men, Wolfsbane y los antiguos miembros del segundo X-Factor, Havok y Polaris, se unieron al grupo.

### Nuevo X-Factor (2014-2015)
Una nueva encarnación de X-Factor forma parte de Marvel NOW!. Este equipo retoma la esencia del equipo original como un grupo de agentes gubernamentales, aunque esta vez en vez de trabajar para el gobierno trabajan para la multinacional Industrias Serval. Los miembros de este equipo son Gambito, Polaris, Quicksilver y Danger; al que luego se unirían Cypher, Warlock, Decadencia (Decay) y Fuego Solar (Sunfire).

### Volumen 4 (2020–2021)
X-Factor fue relanzada en julio de 2020 como parte de Dawn of X, escrita por Leah Williams y dibujada por David Baldeón. El nuevo equipo investiga para Krakoa casos de mutantes desaparecidos y presuntamente muertos, confirmando si pueden ser resucitados:
- Northstar / Estrella del Norte (Jean-Paul Beaubier) – líder del equipo y antiguo miembro de Alpha Flight, dotado con velocidad sobrehumana.
- Polaris (Lorna Dane) – una graduada de X-Factor que puede controlar el metal.
- Prestige / Prestigio (Rachel Summers) – una mutante telequinética y telépata proveniente de un futuro distópico.
- Daken (Akihiro) – hijo de Wolverine con poderes similares a los de su padre.
- Eye-Boy / Chico-Ojo (Trevor Hawkins) – un joven mutante con ojos múltiples por todo su cuerpo.
- Prodigy / Prodigio (David Alleyne) – antiguo miembro de los Jóvenes Vengadores y estudiante del Instituto Xavier que puede imitar las habilidades y conocimientos de otras personas.
- Aurora (Jeanne-Marie Beaubier) – hermana gemela de Northstar con los mismos poderes.

El equipo trabaja estrechamente con Los Cinco, un circuito de mutantes que apareció por primera vez en House of X/Powers of X trabajando en conjunto para resucitar mutantes caídos:
- Goldballs / Bolas Doradas (Fabio Medina) – produce una cantidad ilimitada de «huevos» humanos, biológicamente inviables.
- Proteus (Kevin MacTaggert) – transforma los huevos inviables en huevos viables.
- Elixir (Joshua Foley) – activa biológicamente el proceso de la vida, inicializando la replicación celular y el crecimiento del cascarón.
- Tempus (Eva Bell) – madura temporalmente el cascarón hasta la edad deseada.
- Hope Summers – aumenta y sintetiza los poderes de los demás mutantes de resurrección para asegurar el éxito de cada resurrección.

X-Factor recibió inicialmente revisiones positivas de parte de los críticos, pero fue cancelada tras el #10.

### Volumen 5 (2024)
Tras la caidad de Krakoa, una nueva carrera armamentista mutante arrasa el mundo, con gobiernos construyendo ejércitos mutantes. El Factor X de Estados Unidos tiene los héroes mutantes más poderosos, patrióticos y comercializables para detener la marea y garantizar la democracia.
Primer Equipo:
- Angel / Ángel (Warren Worthington III)
- Firefist / Puño de Fuego (Rusty Collins)
- Xyber (Daniel Choi)
- Feral / Feroz (Maria Callasantos)

Tras su primera misión en Rusia, todo el equipo, excepto Angel y Xyber, muere. Con el éxito de X-Factor en las redes sociales, se crea otro equipo.
- Havok / Kaos (Alex Summers)
- Frenzy / Frenesí (Joanna Cargill)
- Cecilia Reyes
- Pyro / Pyros (St. John Allerdyce)
- Granny Smite / Abuelita Smite

## Otras versiones

### Era de Apocalipsis
La versión de X-Factor de este universo alterno, eran agentes y asesinos de Apocalipsis, y estaba integrado por Cíclope, Havok, Bestia (Bestia Oscura) y los gemelos Northstar y Aurora.

### Ultimate X-Factor
En esta llínea alterna, X-Factor no es un equipo, sino el nombre de un campo de refugiados mutantes de Cuba.

## En otros medios

### Televisión
- X-Factor apareció en la serie animada X-Men, en el episodio "Cold Confort". El equipo estaba basado en su segunda encarnación siendo integrado por Forge/Forja, Havok/Kaos, Polaris, Quicksilver/Mercurio, Strong Guy/Fortachón, Wolfsbane/Loba Venenosa y el Hombre Múltiple. Debido a un malentendido, el equipo combatió a los X-Men. Inmediatamente se forma una rivalidad amistosa entre los líderes de ambos equipos, Havok y Cíclope, ignorando en ese momento que son hermanos.